# Argia anceps
Argia anceps är en trollsländeart som beskrevs av Rosser W. Garrison 1996. Argia anceps ingår i släktet Argia och familjen dammflicksländor. Inga underarter finns listade i Catalogue of Life.

## Bildgalleri

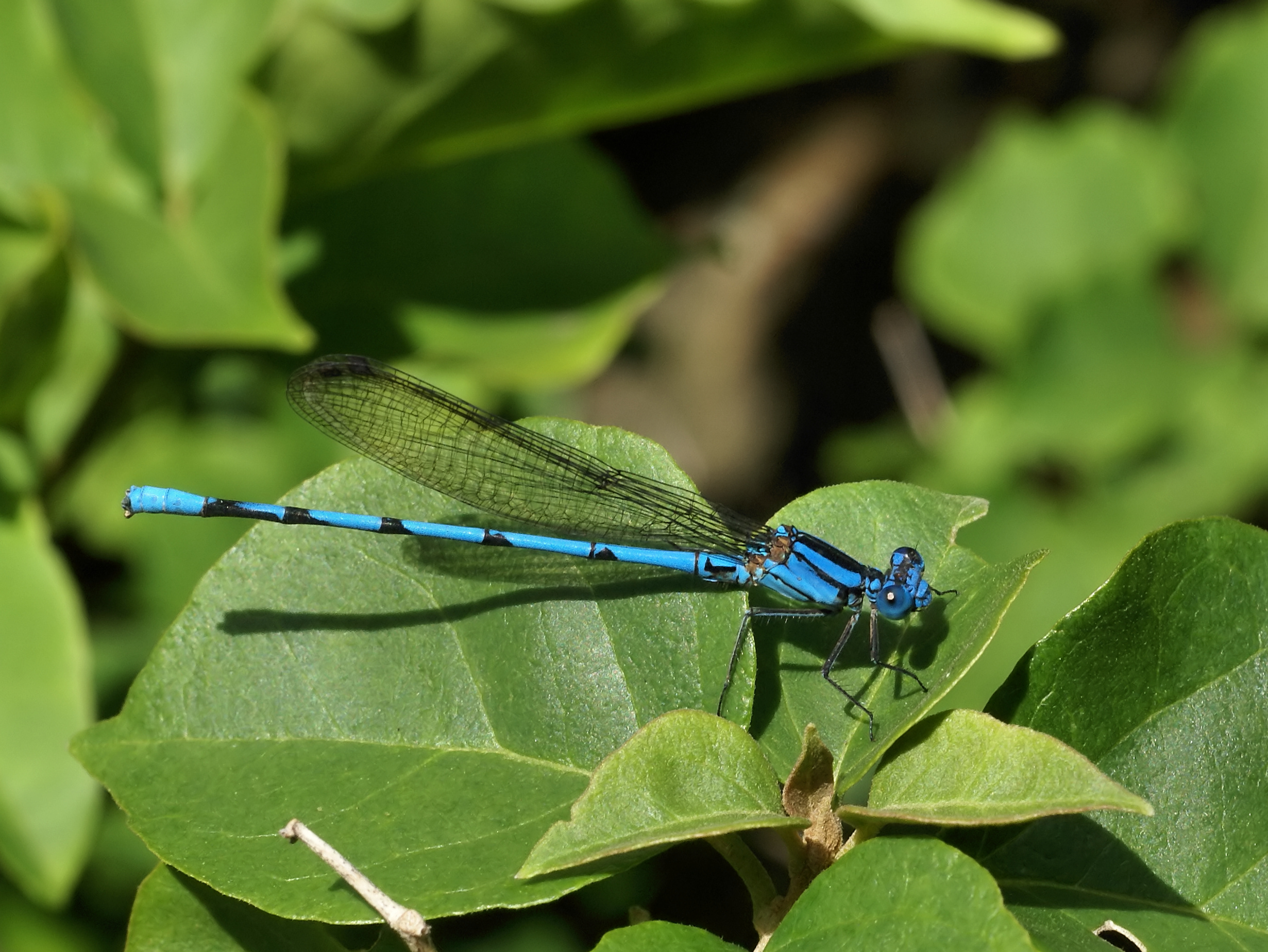